# Ocnaea schwarzi
Ocnaea schwarzi är en tvåvingeart som beskrevs av Cole 1919. Ocnaea schwarzi ingår i släktet Ocnaea och familjen kulflugor.
Artens utbredningsområde är Kuba. Inga underarter finns listade i Catalogue of Life.